# Sophia Thiel
Sophia Thiel (Rosenheim, Baviera; 13 de marzo de 1995) es una culturista profesional y bloguera deportiva alemana.

## Biografía
Thiel tuvo sobrepeso durante su juventud. En 2012, empezó a practicar culturismo y perdió más de 25 kilos en tres años. Dirige varias cuentas en las redes sociales y ofrece un curso de fitness online. 
En 2015, participó en TV total Turmspringen y en 2016 y 2017 en ie große ProSieben Völkerball Meisterschaft. De 2017 a 2019, fue entrenadora de los concursantes en línea de The Biggest Loser Germany y de 2017 a 2019, apareció en el docu-soap alemán Fitness Diaries.
Bajo la marca "Sophia Thiel", creó una línea de fragancias, una colección de moda fitness, guías y libros de cocina.
El 9 de enero de 2019 apareció el primer número de la revista de fitness Sophia Thiel Magazin, publicada como una rama de la revista Shape por Bauer Media Group. El segundo número de la revista, previsto para mayo de 2019, no se publicó.
Thiel vivía en Rosenheim, en Baviera. Se mudó a Múnich en 2018 tras romper con su novio, que la llevó a hacer un entrenamiento físico. En mayo de 2019, anunció en un vídeo de YouTube que se retiraba de las redes sociales por motivos personales.
En febrero de 2021, se presentó de nuevo en línea. En abril de 2021, habló por primera vez en su canal de YouTube sobre su trastorno alimentario bulimia nerviosa y promocionó un libro que trataba dicho tema.
Sophia tenía su propio programa deportivo. Sin embargo, en 2021 se sumió cada vez más en un trastorno alimentario. Pero el 7 de marzo de 2022 la bloguera de fitness superó su trastorno alimentario y parece gozar de buena salud.